# 新街镇 (东台市)
新街镇，是中华人民共和国江苏省盐城市东台市下辖的一个乡镇级行政单位。

## 行政区划
新街镇下辖以下地区：
沿海村、堤东村、东海村、周洋村、双洋村、丰桥村、来东村、东兴村、葛墩村、邱墩村、九总村、郝苴村、陈文村、建洋村、方塘村、方东村、街北村和新街村。